# Station Belsele
Station Belsele is een spoorwegstation langs lijn 59 in Belsele, een deelgemeente van de stad Sint-Niklaas. Belsele is een stopplaats in de eenvoudigste soort. Er is geen verbindingsgang onder de sporen, maar gezien de locatie nabij een overweg is dit ook niet echt nodig.

## Geschiedenis
De stopplaats werd geopend in 1899 en heette Belsele-Noord om ze te onderscheiden van het toen reeds lang bestaande station Belsele langs de voormalige spoorlijn 56. Zie Station Belsele-Dorp. Vanaf de zomer van 1957 werden de stoptreinen tussen Sint-Niklaas en Gent vervangen door autobussen en stopten er geen treinen meer in Belsele-Noord. In 1973, na de elektrificatie van de lijn, werd de stopplaats heropend en kortweg Belsele genoemd. Spoorlijn 56 was toen immers al gesloten voor reizigersverkeer.

## Galerij

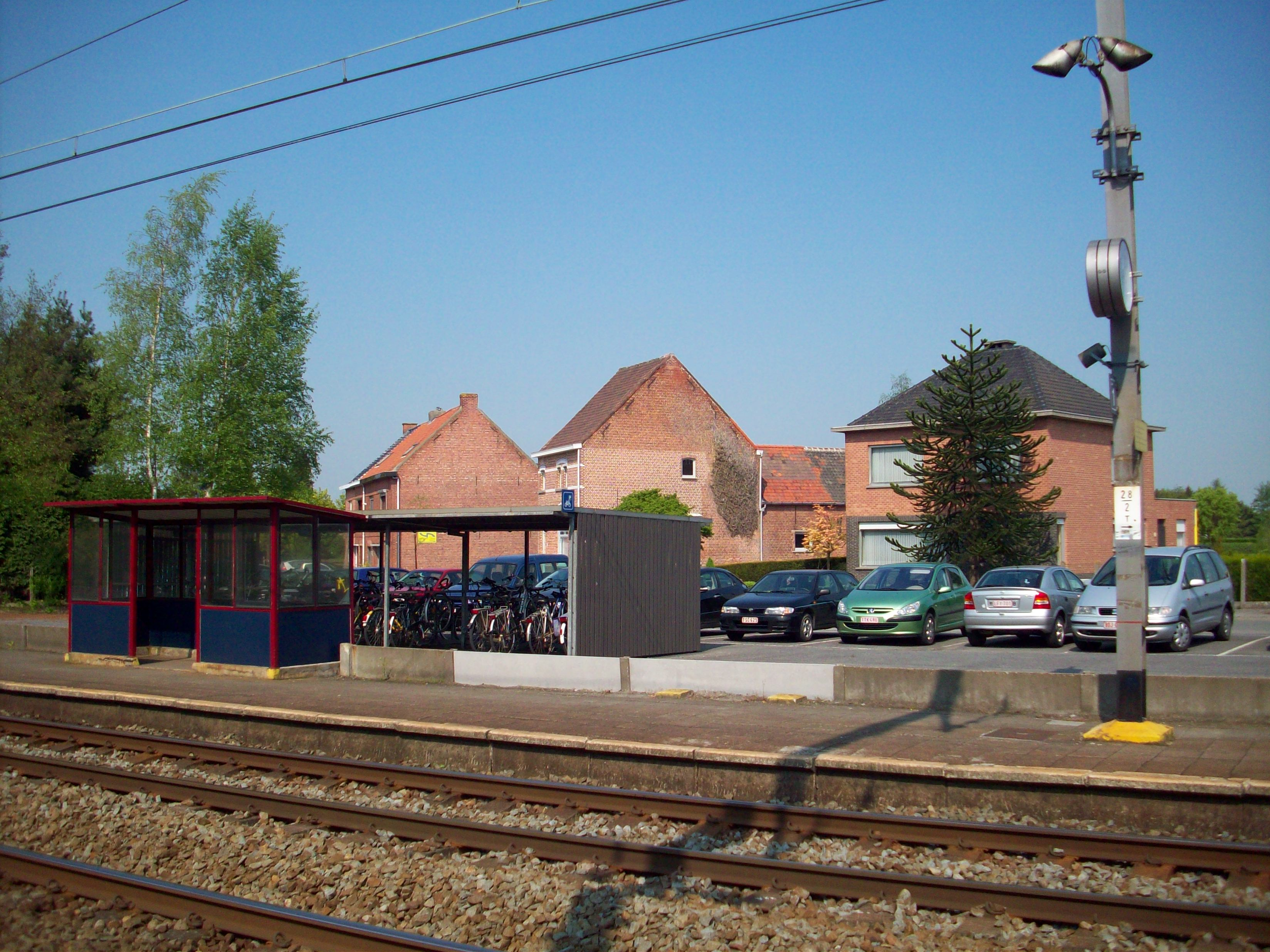
Parking, fietsrekken en wachthuisje
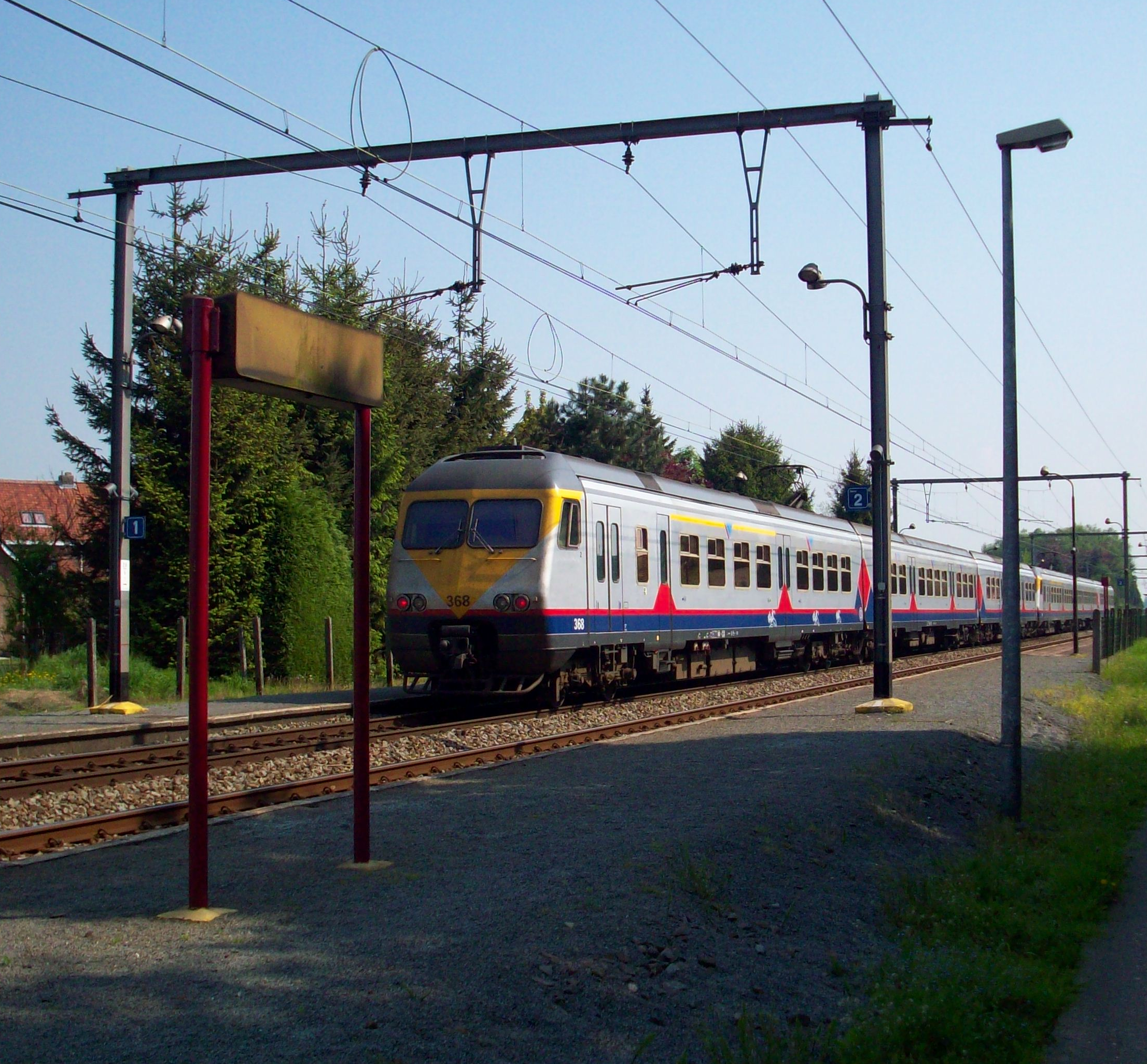
Een break verlaat Station Belsele
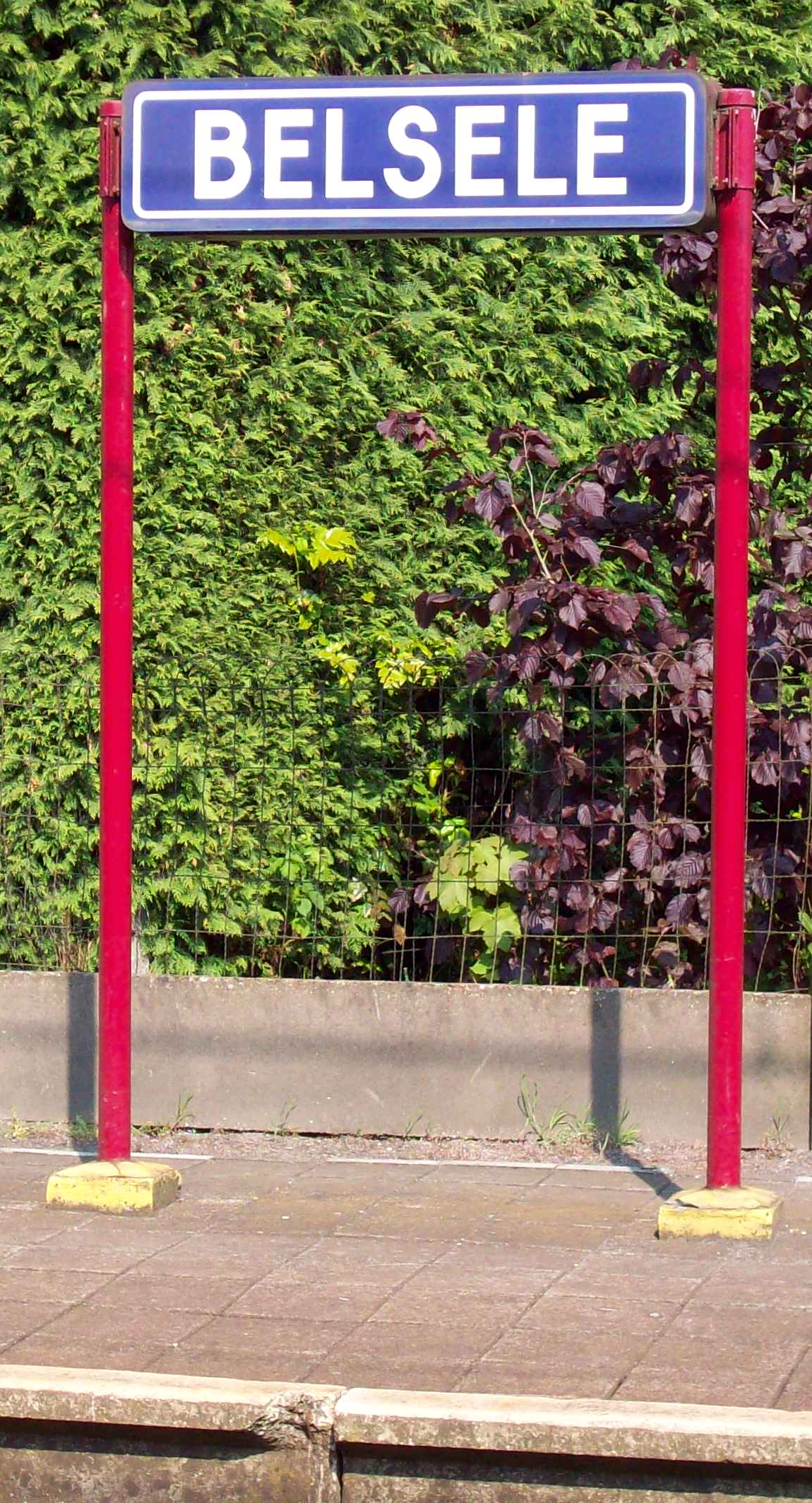
Naambord station Belsele
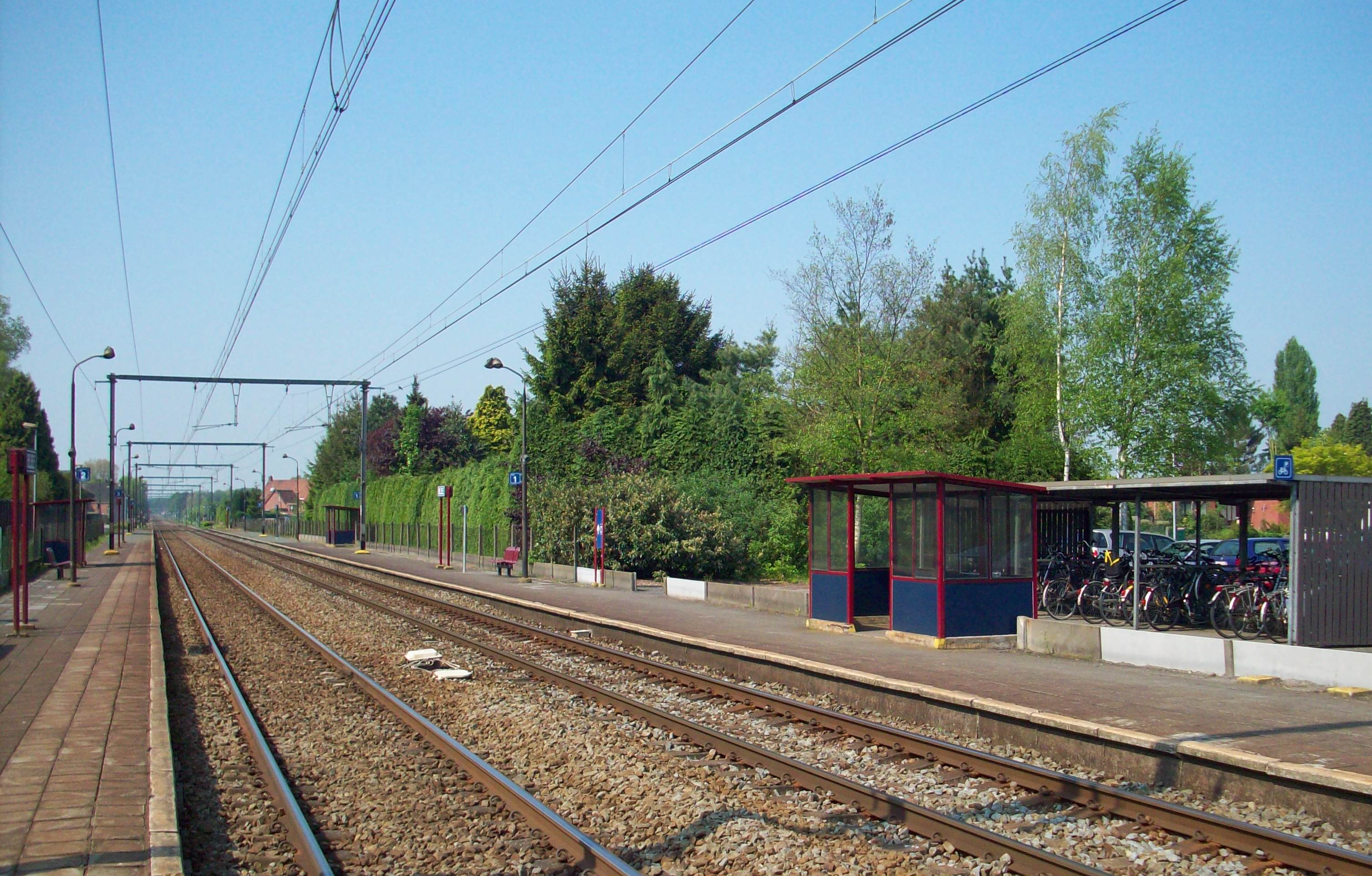
De perrons

## Treindienst
| Serie | Treinsoort               | Route                                                               | Bijzonderheden                                                                                       |
| ----- | ------------------------ | ------------------------------------------------------------------- | --- |
| S 34  | S-trein Antwerpen (NMBS) | Dendermonde – Lokeren – Belsele – Sint-Niklaas – Antwerpen-Centraal | Rijdt 2×/u tussen Antwerpen - Dendermonde tijdens de week, 1x/u tijdens het weekend en juli/augustus |

## Reizigerstellingen
De grafiek en tabel geven het gemiddeld aantal instappende reizigers weer op een week-, zater- en zondag.
| Tabel: aantal instappende reizigers station Belsele | Tabel: aantal instappende reizigers station Belsele | Tabel: aantal instappende reizigers station Belsele | Tabel: aantal instappende reizigers station Belsele |
|                                                     | Weekdag                                             | Zaterdag                                            | Zondag                                              |
| --------------------------------------------------- | --------------------------------------------------- | --------------------------------------------------- | --------------------------------------------------- |
| 1977                                                | 207                                                 | 33                                                  | 46                                                  |
| 1978                                                | 174                                                 | 33                                                  | 19                                                  |
| 1979                                                | 178                                                 | 32                                                  | 16                                                  |
| 1980                                                | 149                                                 | 24                                                  | 11                                                  |
| 1981                                                | 219                                                 | 36                                                  | 36                                                  |
| 1982                                                | 216                                                 | 35                                                  | 20                                                  |
| 1983                                                | 259                                                 | 27                                                  | 20                                                  |
| 1984                                                | 172                                                 | 57                                                  | 41                                                  |
| 1985                                                | 234                                                 | 57                                                  | 63                                                  |
| 1986                                                | 230                                                 | 107                                                 | 43                                                  |
| 1987                                                | 192                                                 | 43                                                  | 40                                                  |
| 1988                                                | 212                                                 | 37                                                  | 37                                                  |
| 1989                                                | 226                                                 | 28                                                  | 19                                                  |
| 1990                                                | 224                                                 | 56                                                  | 56                                                  |
| 1991                                                | 200                                                 | 41                                                  | 36                                                  |
| 1992                                                | 204                                                 | 34                                                  | 31                                                  |
| 1993                                                | 192                                                 | 43                                                  | 24                                                  |
| 1994                                                | 190                                                 | 43                                                  | 26                                                  |
| 1995                                                | 159                                                 | 32                                                  | 11                                                  |
| 1996                                                | 176                                                 | 36                                                  | 38                                                  |
| 1997                                                | 173                                                 | 50                                                  | 42                                                  |
| 1998                                                | 177                                                 | 35                                                  | 22                                                  |
| 1999                                                | 183                                                 | 38                                                  | 17                                                  |
| 2000                                                | 174                                                 | 36                                                  | 36                                                  |
| 2001                                                | 188                                                 | 32                                                  | 26                                                  |
| 2002                                                | 160                                                 | 34                                                  | 28                                                  |
| 2003                                                | 165                                                 | 40                                                  | 35                                                  |
| 2004                                                | 205                                                 | 60                                                  | 54                                                  |
| 2005                                                | 163                                                 | 34                                                  | 34                                                  |
| 2006                                                | 169                                                 | 34                                                  | 36                                                  |
| 2007                                                | 177                                                 | 20                                                  | 26                                                  |
| 2008                                                | -                                                   | -                                                   | -                                                   |
| 2009                                                | 225                                                 | 39                                                  | 69                                                  |
| 2010                                                | -                                                   | -                                                   | -                                                   |
| 2011                                                | -                                                   | -                                                   | -                                                   |
| 2012                                                | 261                                                 | 78                                                  | 109                                                 |
| 2013                                                | 226                                                 | 45                                                  | 76                                                  |
| 2014                                                | 246                                                 | 76                                                  | 65                                                  |
| 2015                                                | 233                                                 | 63                                                  | 56                                                  |
| 2016                                                | 213                                                 | 76                                                  | 51                                                  |
| 2017                                                | 268                                                 | 68                                                  | 70                                                  |
| 2018                                                | 311                                                 | 51                                                  | 62                                                  |
| 2019                                                | 431                                                 | 51                                                  | 41                                                  |
| 2020                                                | 168                                                 | 55                                                  | 33                                                  |
| 2021                                                | -                                                   | -                                                   | -                                                   |
| 2022                                                | 334                                                 | 70                                                  | 77                                                  |
| 2023                                                | 277                                                 | 90                                                  | 98                                                  |
| 2024                                                | 275                                                 | 138                                                 | 147                                                 |

## Trivia
- De stopplaatsen Belsele en Sinaai zijn slechts anderhalve kilometer van elkaar verwijderd.

Belsele · Belsele-Dorp · Eigenlo · Nieuwkerken-Waas · Sinaai · Sint-Niklaas · Sint-Niklaas-Oost · Sint-Niklaas-West · Valk · Westakkers
0,0: Antwerpen-Berchem ·
4,0: Antwerpen-Zuid ·
7,0: Antwerpen-Linkeroever ·
9,1: Zwijndrecht ·
10,1: Zwijndrecht-Fort ·
12,1: Melsele ·
14,0: Beveren ·
15,1: Haasdonk ·
18,5: Westakkers ·
19,5: Nieuwkerken-Waas ·
22,7: Sint-Niklaas ·
25,3: Sint-Niklaas-West ·
26,2: Valk ·
27,1: Belsele ·
28,7: Sinaai ·
32,0: Heiken ·
35,7: Lokeren ·
38,4: Staakte ·
41,5: Zeveneken ·
43,6: Beervelde ·
46,8: Lochristi ·
49,5: Destelbergen ·
51,2: Westveld ·
53,0: Oostakker ·
?: Gent-Waas ·
55,8: Gent-Dampoort